# 沁安宮
沁安宮是中國福建省莆田市荔城区北高镇冲沁村上沁安的一座媽祖廟，始建于明代，初名沁江宫，清代重修並易名沁安宫。

## 歷史
明成化五年（1470年），當地村民从海上得到一块漂流至此的樟木，便將其雕為媽祖神像建廟供奉，因为廟在沁江入海口而命名為沁江宫，清光绪年间沁江宫重修，當地出身的進士张琴将其易名为沁安宫並題寫對聯，1987年再次修繕。2022年10月28日，沁安宮被列入莆田市第十批市级文物保护单位。

## 建築
沁安宮建築高约六米，两进结构，宫门两边廊墙分别設有廊窗，门口四根横梁上依次写着元亨利贞四字。宫内梁柱为木构，四墙则由方石砌成，两进间的天井部分用三叶式卯榫结构重叠成拜亭。中央神龛主祀妈祖，陪祀司马圣王及齐天大圣，前面一排供奉十七尊小神像，與媽祖神像均為明代文物，左侧供奉尊主明王及夫人的神像，右侧供奉传说中尧帝的三个女儿云霄夫人、碧霄夫人、琼霄夫人的神像，中間的供案則是清乾隆年间由村民捐献。

## 祭祀
傳說媽祖曾在發現樟木的鵝嶼织线，每年元宵節前後，冲沁村村民會在沁安宮和海邊迎請媽祖“回娘家”。从正月初九开始，下沁安的村民结队来沁安宫请香，正月十三开始轮到上沁安的張姓和林姓村民迎接妈祖出殿巡安，晚上妈祖神像會被安排到年前卜定的张姓“福首”家“住厝”，村里的人都会到“福首”家上香，第二天巡游后晚上就轮到林姓的“福首”家“住厝”，元宵節晚上神像回到沁安宮，正月十六早上开始绕境巡安，待到中午低潮时到鹅嶼上的招渡亭请香，上世纪八十年代以后隨著海域的圍墾，改为沿海堤到招渡亭请香。

## 對聯
左侧廊窗：“英风远屈江天外，坤德长垂泽国中”，横批“海国安澜”，上石梁题字为“太液池群鱼瞻拜”。
右侧廊窗：“万道祥光归紫府，四时运化福苍生”，横批“海晏河清”，上石梁题字为“盘龙斋百鸟皆鸣”。
宫前两侧石柱：“海上鱼龙齐排舞，江干波浪护平安”。
神龛两边立柱：“湄岛女英胸诣武略名著天宫五路震威风直传帅府，淮阳司马剑净妖气鞭驱邪魅千年留惠泽遍锡沁江”。